# Улица Песчаный Карьер (Москва)
У́лица Песча́ный Карье́р — улица в Юго-Восточном административном округе города Москвы на территории района Печатники.

## Происхождение названия
Наименование присвоено в 1973 году, так как эта улица вела к карьеру по добычи песка.

## Описание
Улица отходит от Батюнинского проезда примерно в 200 метрах от его начала и идёт практически ровно на север. Оканчивается улица тупиком.

## Транспорт

### Автобус
К юго-востоку от начала улицы, на Шоссейной улице расположена остановка «Батюнинская улица» автобусов 161, 292, 438, 524, 646, 703, 736.

### Железнодорожный транспорт
К востоку от улицы находится платформа Перерва.

## Примечательные здания и сооружения
К улице приписаны 12 зданий, жилых домов среди них нет.